# Ghaghara
Die Ghaghara (Sanskrit: „Murmeln des Wassers“, Hindi: घाघरा Ghāghrā; auch Ghaghra, früher anglisiert Gogra) ist ein linker Nebenfluss des Ganges in den indischen Bundesstaaten Uttar Pradesh und Bihar. Die Ghaghara ist mit 1080 km Gesamtlänge (davon 507 km als Karnali in Nepal) der längste Fluss Nepals und, knapp vor der Yamuna, der wasserreichste Nebenfluss des Ganges.

## Verlauf
Die Ghaghara entsteht in Uttar Pradesh unweit der nepalesischen Grenze am Zusammenfluss der beiden Flussarme Geruwa (links) und Kauriala (rechts) der Karnali, die den Oberlauf der Ghaghara in Nepal bildet. Die Ghaghara fließt in südöstlicher Richtung durch die Gangesebene. Die Mahakali mündet rechtsseitig in die Ghaghara. Die Städte Faizabad, Ayodhya und Tanda liegen auf ihrem Südufer. Die Rapti trifft von Norden kommend auf den Unterlauf der Ghaghara. Auf den letzten rund 100 km bildet der Fluss die Grenze zwischen Uttar Pradesh im Westen und Bihar im Osten. Die Ghaghara erreicht schließlich westlich der Großstadt Chhapra den Ganges.

## Nutzung
Der Fluss wird hauptsächlich zur Energiegewinnung (Nepal) und für Bewässerungszwecke (Indien) genutzt. In den bergigen Gebieten Nepals wurden in den letzten Jahrzehnten mehrere Wasserkraftwerke errichtet; das Land versucht auf diesem Gebiet schnell Fortschritte zu machen, um die guten natürlichen Gegebenheiten besser nutzen zu können. Zur Errichtung von Kraftwerken wurde ein Abkommen zwischen Nepal und Indien geschlossen, in welchem die Umsiedlung mehrerer Tausend Menschen festgelegt und geplant wurde.

## Ökologie
Die Ghaghara beheimatet einige der seltenen Gangesdelfine, von denen insgesamt nur noch etwa 1000 Exemplare existieren. Außerdem wird versucht, die nur noch sehr kleinen und weit verstreut liegenden Populationen von Gangesgavialen zu stabilisieren. In Nepal durchquert der Fluss mehrere Nationalparks, darunter den Shey Phoksundo National Park.